# 무릉계곡
동해 무릉계곡(東海 武陵溪谷)는 대한민국 강원특별자치도 동해시 두타산과 청옥산을 배경으로 호암소로부터 시작하여 용추폭포가 있는 곳까지의 약 4km에 달하는 계곡이다. 2008년 2월 5일 대한민국의 명승 제37호로 지정되었다.

## 개요
무릉계곡은 두타산과 청옥산을 배경으로 형성된 계곡으로 무릉반석에서부터 호암소, 선녀탕, 장군바위, 쌍폭포, 용추폭포 등 다양한 화강암 계곡의 하천지형이 스펙트럼처럼 펼쳐져 '동해안 제일의 산수'라 할 정도로 아름다운 자연경관의 백미를 보여준다.
고려시대 동안거사 이승휴가 살면서 《제왕운기》를 저술하였고, 조선 전기 4대 명필가 중 하나인 봉래 양사언의 석각과 매월당 김시습을 비롯한 수많은 시인묵객들의 시가 1,500여평의 무릉반석에 새겨져 있는 등 역사적 가치가 큰 명소이다.

## 같이 보기
- 두타산
- 청옥산
- 이승휴
- 제왕운기
- 김시습

## 갤러리

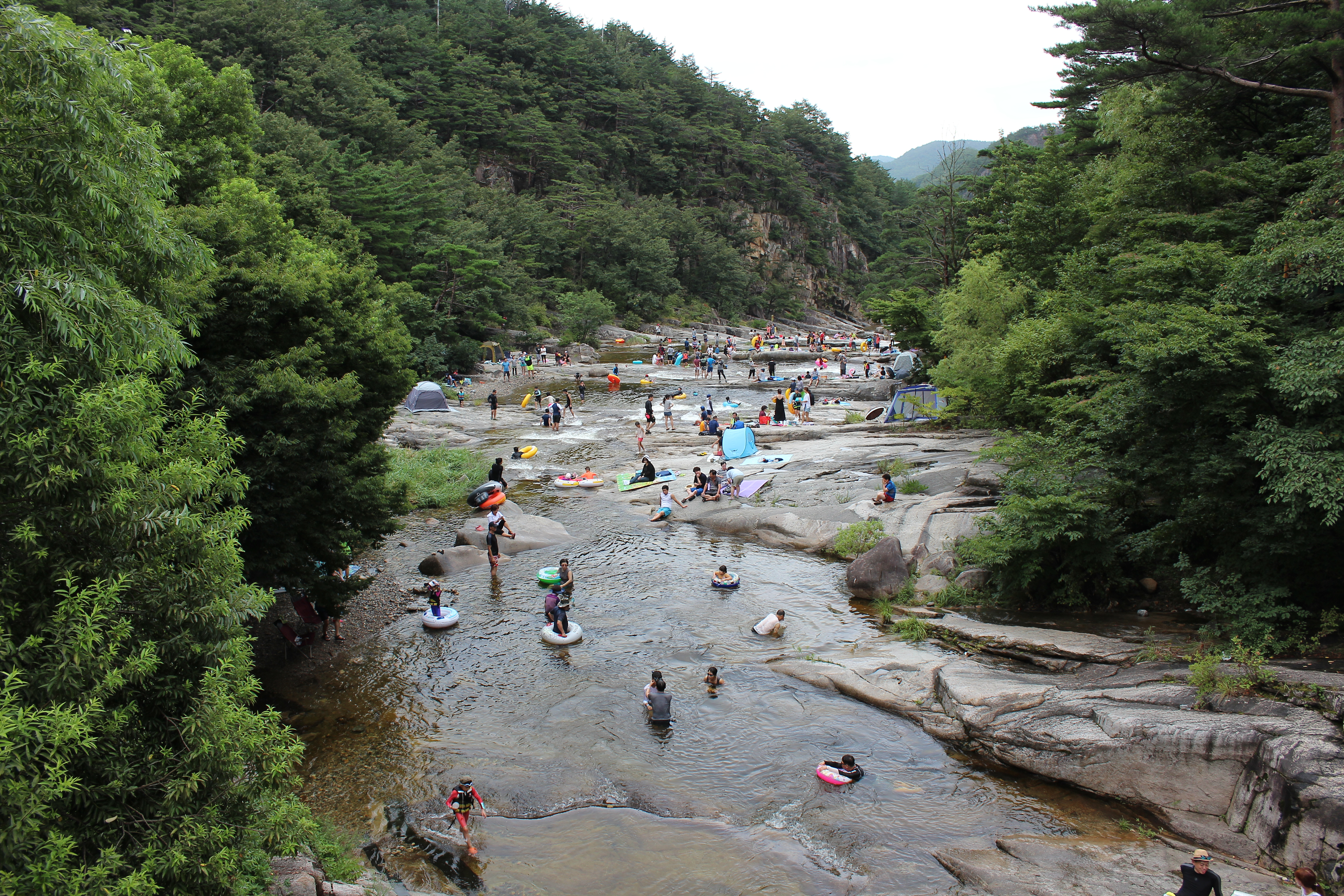
동해 무릉계곡
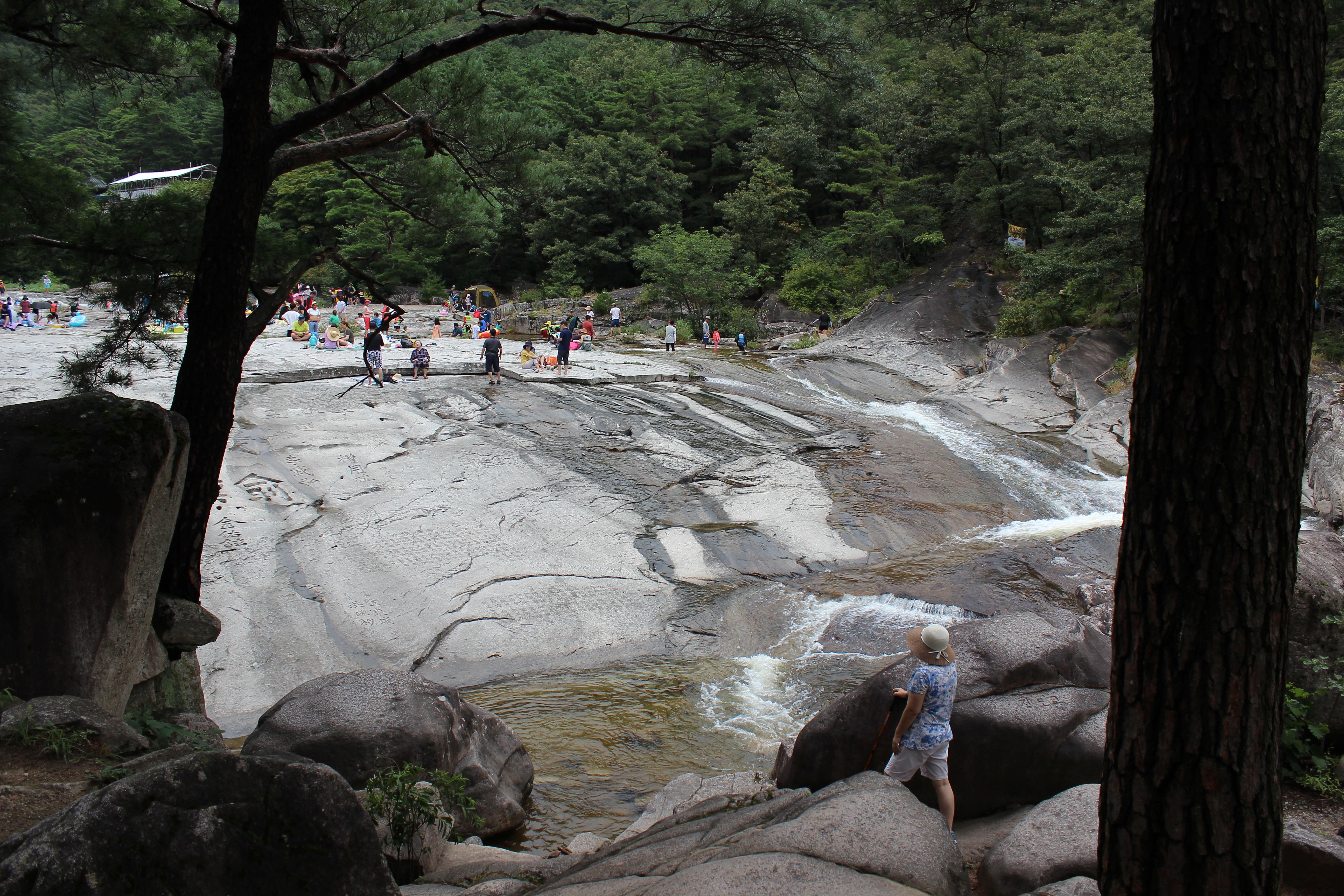
무릉계곡 동해시

## 참고 자료
- 무릉계곡 - 국가유산청 국가유산포털